# Проект «Хула»
Проект «Ху́ла» (гав. Hula) — секретная программа во время Второй мировой войны, в рамках которой Соединённые Штаты Америки передали военно-морские суда Советскому Союзу в ожидании окончательного вступления СССР в войну против Японии, в частности, в рамках подготовки к запланированному советскому вторжению на южный Сахалин и Курильские острова.

## Предыстория
Вследствие Русско-японской войны и Японской интервенции в Сибирь во время Гражданской войны в России отношения между Японской и Российской империей, а затем и СССР приобрели враждебный характер. Всё более агрессивная политика Японии в Восточной Азии в 1930-е годы привела к столкновениям между советскими и японскими войсками на острове Канчацу в 1937 и Халхин-Голе в 1939 году. Но после 1939 года обе страны сместили вектор своего внимания на другие вещи – Япония сосредоточилась на Второй японо-китайской войне, а Советский Союз – на подписании пакта Молотова — Риббентропа. В конце концов, 13 апреля 1941 года был подписан Пакт о нейтралитете между СССР и Японией.
Несмотря на то, что обе страны вступили во Вторую мировую войну в качестве противников, ни одна из них не была заинтересована в участии в военных операциях против другой, так как обе сконцентрировали своё внимание на других театрах военных действий. Таким образом, страны сохраняли скрупулёзный нейтралитет по отношению друг к другу почти до самого конца Второй мировой войны; за исключением проверки грузов, чтобы убедиться, что в них нет военных материалов, и протеста против перекраски американских кораблей в советские, также Япония намеренно не атаковала в северной части Тихого океана американские конвои с военными грузами, предназначенные для передачи Советскому Союзу по программе Ленд-лиза, СССР в свою очередь отклонил просьбу США о размещении на советской территории американской авиации, которая должна была участвовать в операциях против Японии. Лидер Советского Союза Иосиф Сталин заявил, что вступление СССР в войну против Японии будет возможно только после разгрома Германии.
На встрече с послом США в Советском Союзе Уильямом Гарриманом в октябре 1944 года, Сталин согласился вступить в войну против Японии, но не раньше, чем через три месяца после капитуляции Германии, когда бы это ни произошло и только при условии военных поставок со стороны союзников. После того, как Советский Союз предоставил список необходимого ему оборудования, получившего у американцев кодовое название «MILEPOST», Соединённые Штаты начали работу по удовлетворению советских потребностей, выходящих за пределы ежегодных поставок по Ленд-лизу.
В рамках подготовки этих поставок начальник Главного морского штаба ВМФ СССР адмирал Владимир Алафузов и заместитель командующего Военной миссией США в Москве контр-адмирал Кларенс Э. Олсен 20 декабря 1944 года согласовали список из дюжины типов кораблей и самолётов, которые Соединённые Штаты должны были передать Советскому Союзу. Среди кораблей были различные типы судов сопровождения, десантные корабли и тральщики. Олсен также рекомендовал немедленно разработать «программу обучения персонала и доставки части кораблей каждого типа», чтобы советские экипажи могли получать инструкции от американского персонала по эксплуатации переданных им кораблей и плавсредств.

## Выбор места
В начале января 1945 года главнокомандующий Советским военно-морским флотом адмирал Николай Кузнецов предложил Соединённым Штатам в качестве места для переброски кораблей и обучения экипажей Алеутские острова, где присутствие лишь очень небольшого числа гражданского населения способствовало сохранению условий строгой секретности, в которых должна была проходить операция, чтобы не насторожить японцев и не спровоцировать Японию на нападение на Советский Союз. Он предложил Датч-Харбор на острове Уналашка, так как советский военно-морской и торговый флот часто заходили туда и в близлежащий Акутан, поэтому советские моряки были лучше всего знакомы с этими водами. Главнокомандующий ВМС США Эрнест Кинг отверг кандидатуру Датч-Харбора, сославшись на малые размеры гавани и неразвитую инфраструктуру, предложив более подходящий для проведения операции город Колд-Бей.
Во время встречи с Кингом на Ялтинской конференции 8 февраля 1945 года Кузнецов заявил, что СССР рассматривают в качестве мест для проведения операции Датч-Харбор и Кадьяк. Кинг сообщил ему, что Соединённые Штаты выбрали Колд-Бей. Кузнецов не был знаком с Колд-Беем, но найдя его на карте, сразу согласился использовать город в качестве тренировочного полигона.